# رئيس المحققين 1958
رئيس المحققين 1958 (بالكورية: 수사반장 1958)؛ هو مسلسل تلفزيوني كوري جنوبي، من بطولة لي جي هون، لي دونغ-هوي، تشوي وو-سونغ، يون هيون-سو. عرض على قناة MBC TV في 19 أبريل الى 18 مايو 2024، بث ايام الجمعة والسبت بتوقيت 9:50 (KST). وهو متاحً أيضًا على ديزني+ في مناطق محددة.

## ملخص
بارك يونج هان (لي جاي-هون) محقق شاب. يغضب من واقع الانتهاكات التي تحصل ويكافح من أجل التعامل معها. بتعاون مع زملائه المحققين.

## طاقم

### رئيسي
- لي جي-هون - بارك يونغ-هان: محقق غاضب ويناضل ضد الواقع الذي يدوس على كرامة الإنسان.[4]
- لي دونغ-هوي - كيم سانغ-سون: محقق في مركز شرطة جونغنام.[4]
- تشوي وو-سونغ - جو كيونغ-هوان: محقق ثري ومهذب في مركز شرطة جونغنام.[5]
- يون هيون-سو - سيو هو-جونغ: نخبة عالية المواصفات تحلم بأن تصبح محققًا رئيسيًا في مركز شرطة جونغنام[5]

### داعم
- سيو اون-سو - لي هاي-جو: صاحب مكتبة "جونغ نام سيوريم".[6]
- جونغ سو بن في دور بونج نان سيل، وهي فتاة في المدرسة الثانوية تحلم بأن تصبح ضابطة شرطة في المستقبل.[7]
- تشوي ديوك مون بدور يو داي تشون: معلم يونغ هان وهو ضابط شرطة مخضرم يتمتع بحس الواجب.

## المشاهدات
| الموسم | الموسم | رقم الحلقة | رقم الحلقة | رقم الحلقة | رقم الحلقة | رقم الحلقة | رقم الحلقة | رقم الحلقة | رقم الحلقة | رقم الحلقة | رقم الحلقة  | المتوسط     |
| الموسم | الموسم | 1          | 2          | 3          | 4          | 5          | 6          | 7          | 8          | 9          | 10          | المتوسط     |
| ------ | ------ | ---------- | ---------- | ---------- | ---------- | ---------- | ---------- | ---------- | ---------- | ---------- | ----------- | ----------- |
|        | 1      | 1.861      | 1.513      | 1.821      | 1.359      | 1.729      | 1.615      | 1.684      | 1.831      | 1.795      | ستُعلن لاحقًا | ستُعلن لاحقًا |

وفقا لنيلسن كوريا، فقد حقق العرض الاول من المسلسل نسبة 10.1% حوالي 1.8 مليون مشاهدة، وانخفضت في الحلقة الثانية الى 7.8% ، يرجح الامر بوجود منافسة كبيرة بين مسلسلات فترة السبت مثل الجميلة والسيد رومانسي، ملكة الدموع.
| الحلقات | تاريخ البث     | تقييمات نيلسن كوريا | تقييمات نيلسن كوريا |
| الحلقات | تاريخ البث     | على الصعيد الوطني   | سيئول               |
| ------- | -------------- | ------------------- | ------------------- |
| 1       | 19 ابريل 2024  | 10.1%               | 10.3%               |
| 2       | 20 ابريل 2024  | 7.8%                | 8.1%                |
| 3       | 26 فبراير 2024 | 10.8%               | 10.6%               |
| 4       | 27 فبراير 2024 | 7.1%                | 7.0%                |
| 5       | 3 مايو 2024    | 9.5%                | 9.1%                |
| 6       | 4 مايو 2024    | 9.0%                | 9.2%                |
| 7       | 10 مايو 2024   | 9.9%                | 9.8%                |
| 8       | 11 مايو 2024   | 9.7%                | 10.1%               |
| 9       | 17 مايو 2024   | 9.3%                | 10.0%               |
| 10      | 18 مايو 2024   |                     |                     |
| متوسط   |                |                     |                     |

## الإنتاج
في 1 ديسمبر 2021 ، في يوم الاحتفال بالذكرى 60 على التأسيس، أعلنت إم بي سي انها تخطط لإعادة إنتاج مسلسل "رئيس التحقيق" الذي بث عام 1971~1989 . في 16 يونيو 2022، اعلن الكاتب بارك جاي-بوم، أنه سيشارك كمشرف ابداعي في النسخة الجديدة من <رئيس التحقيق> من اعماله الكاهن الشرس، فينتشنزو، المدير كيم. في 2 سبتمبر 2022 ، اعلن عن التعاون بين MBC وشركة الإنتاج السينمائي "استوديو بارونسون" التي ستتولى إنتاج المسلسل.

### التصوير
في 21 سبتمبر 2022، تم تأكيد بدأ الإنتاج المسبق. بدءًا من اختيار الشخصيات الرئيسية، سيبدأ التصوير الأول في نهاية العام، ومن المقرر أن يتم البث في النصف الثاني من عام 2023. في 3 أكتوبر 2023، خضع الممثل لي جي هون لعملية جراحية لالتهاب القولون الإقفاري في 1 أكتوبر، وتوقف التصوير.

## روابط خارجية
- الموقع الرسمي
 (بالكورية)
- رئيس المحققين 1958 على موقع IMDb (الإنجليزية)
- رئيس المحققين 1958 على موقع قاعدة بيانات الفيلم (الإنجليزية)
- رئيس المحققين 1958 على هانسينما